# مايك مكفادين
مايك مكفادين (بالإنجليزية: Mike McFadden)‏ هو شخصية أعمال أمريكي، ولد في 7 سبتمبر 1964 في أوماها في الولايات المتحدة.